# Neustädter Markt (Hannover)

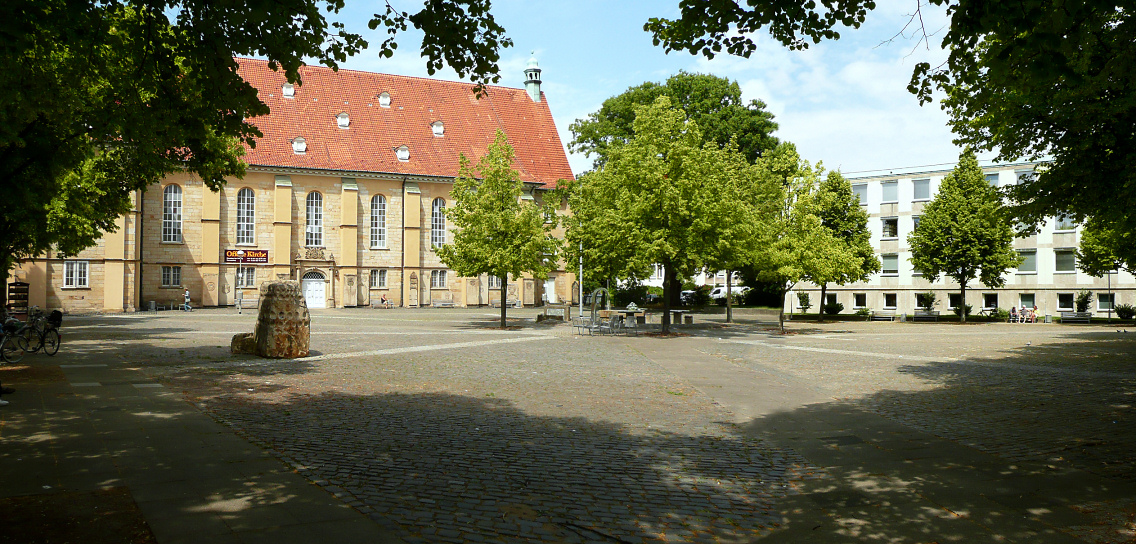
Neustädter Markt mit Neustädter-Markt-Brunnen

Der Neustädter Markt in Hannover ist ein Platz im Stadtteil Calenberger Neustadt. Er wird im Norden durch die Neustädter Kirche begrenzt und an seiner südwestlichen Spitze durch die Calenberger Straße und die Rote Reihe. Der Platz war das städtebauliche Zentrum und vielgenutzter Marktplatz der ehemals selbständigen Neustadt. Bis zur Anlage des Hauptbahnhofs Mitte des 19. Jahrhunderts lag hier der Schwerpunkt der Hotellerie und der Hoflieferanten.

## Geschichte

### Entstehung

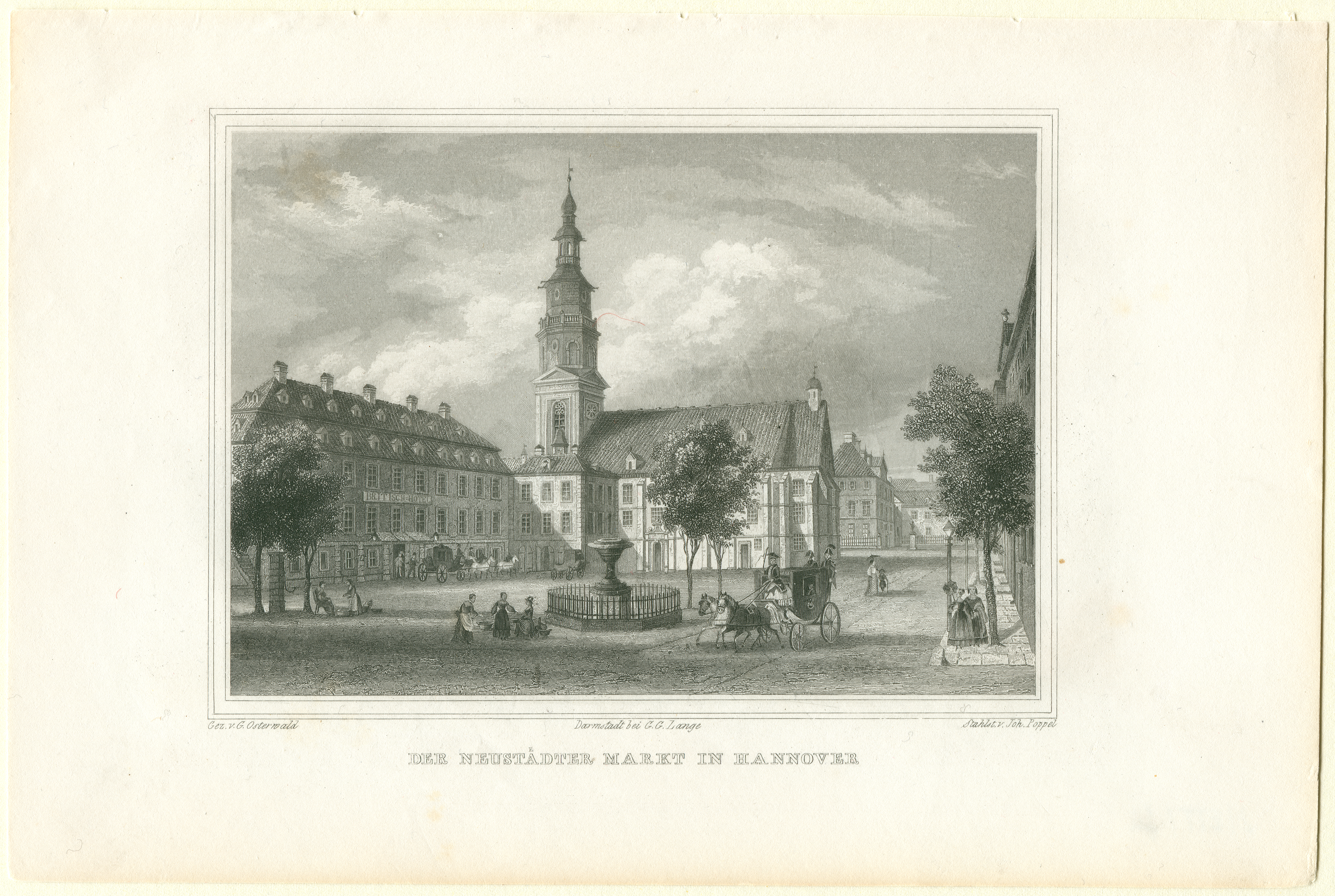
Neustädter Markt mit Schlossbrunnen um 1850; Stahlstich von Johann Poppel nach einer Zeichnung von Georg Osterwald

Nachdem im Dreißigjährigen Krieg der Herzog von Braunschweig-Lüneburg, Georg 1636 Hannover zu seiner Residenz erklärte (sogenannter Residenzrezess), wurde die Neustadt ausgebaut, um Platz für den Hof- und Beamtenstaat des Herzogs zu schaffen.
1671 erhielt die Neustadt das Marktprivileg. Der Platz für den Markt sollte direkt am Steinweg (der späteren Calenberger Straße) entstehen, dem Verbindungsweg zwischen Alt- und Neustadt. Hierfür wurde zunächst der Judenteich zugeschüttet. Spätestens 1678 entstand unter der Leitung des Kaufmanns Johann Duve so die erste Platzanlage.
Auf Veranlassung von Herzog Johann Friedrich entstand unter der Leitung von Johann Duve und nach einem 1671 von Hieronymo Sartorio gelieferten Modell der Parnassbrunnen auf dem Neustädter Markt.
Für die nahe gelegene Residenz in der hannoverschen Altstadt entwickelte sich der Neustädter Markt zum Schwerpunkt der Hotellerie und der Hoflieferanten.
1746 erbaute man am westlichen Platzrand das erste Neustädter Rathaus. Nachdem man 1777 in der Bäckerstraße ein neues Rathaus erbaut hatte, wurde das alte Gebäude zunächst als Neue Schenke genutzt, später als British Hotel und zuletzt als Konsistorium (1943 zerstört, heute Evangelisch-lutherische Landeskirche Hannovers).
Das markanteste Gebäude am Platze wurde die 1666–70 erbaute Neustädter Hof- und Stadtkirche St. Johannis.
Durch Johann Duve wurde nach 1671 als erstes wesentliches Schmuckelement des Platzes, der Parnass-Brunnen installiert (1802 abgebrochen): Er war als eine Grotte mit Figurenbesatz angelegt durch die Künstler Girolamo Sartorio, M. Riggus und Marinus Cadart, die auch am Bau der Grotte und der Kaskade im Großen Garten beteiligt waren. Er sollte die Neustadt mit frischem Brunnenwasser versorgen. Aus einem Bassin des Lindener Küchengartens führten doppelte Rohre das Wasser hierher. Der Brunnen sollte den Parnass, den Berg der Musen darstellen.
1783 wurden die Marktangebote neu verteilt: Der vor allem Nahrungsmitteln vorbehaltene Platz wurde dabei anfangs mit Kieselsteinen gepflastert.

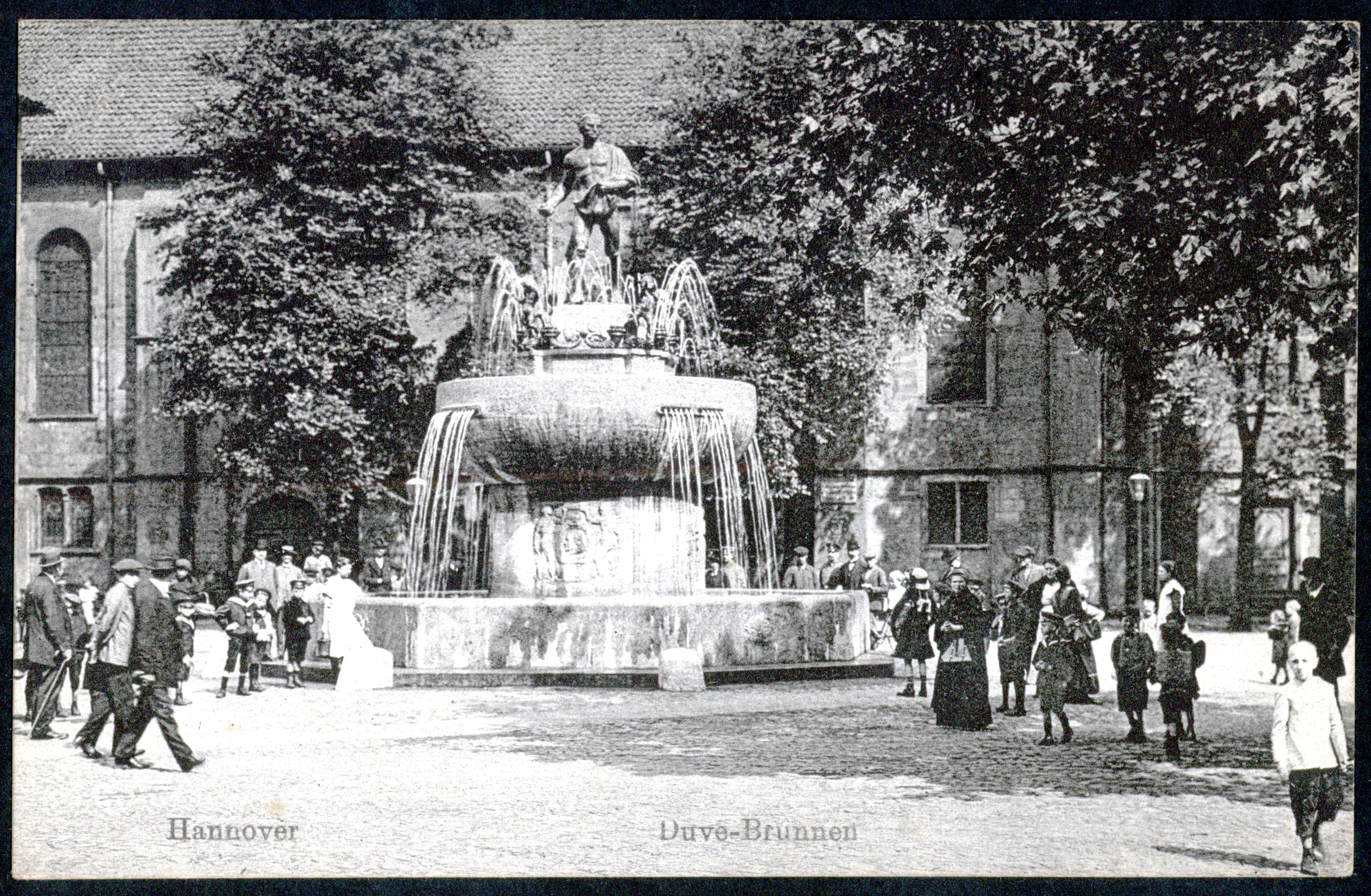
Der Duve-Brunnen vor der Neustädter Kirche; um 1916

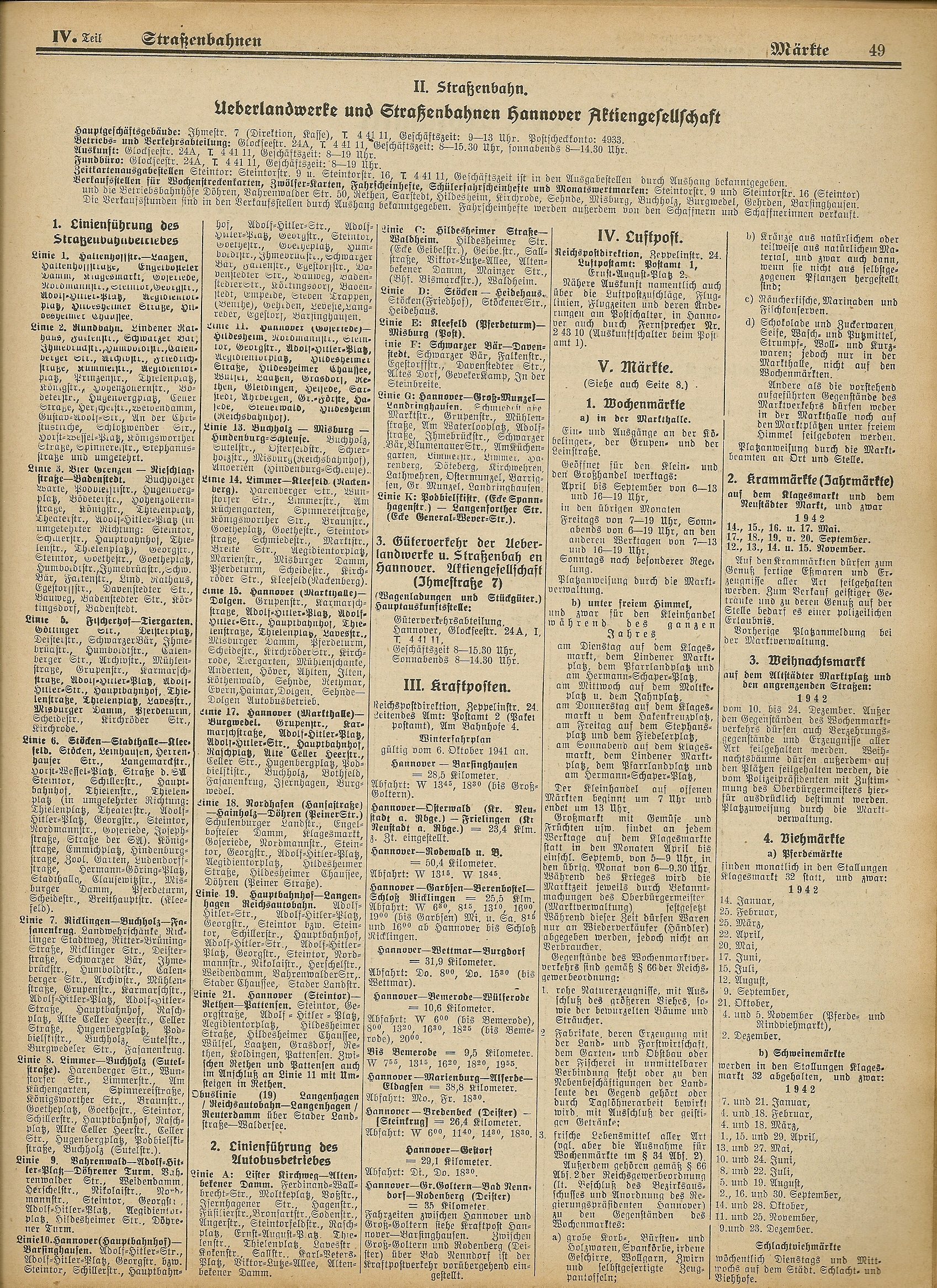
Das Adressbuch der Stadt Hannover 1942 dokumentiert regelmäßige "Krammärkte" auf dem Platz

1828 installierte man auf dem Neustädter Markt einen neuen Brunnen in einem 8-eckigen Becken als Kelch auf einem Sockel (heute mit verändertem Kelch: Schlossbrunnen auf dem Hannah-Arendt-Platz). Er wurde 1914 vor die Oberrealschule am Clevertor gesetzt, um den Platz zu räumen für den durch Georg Herting erst 1916 installierten Duve-Brunnen (auch Sämannbrunnen genannt, seit 1953 am Leibnizufer).

### Nach 1945
Nach den schweren Zerstörungen im Zweiten Weltkrieg wurde der Platz nach einem Aufbauplan bis zum Fußweg vor der Kirchenapsis erweitert, der die Verbindung vom Rosmarinhof zur Altstadt herstellte. Planungen zur Weiterführung des Weges über eine Brücke in Richtung Kramerstraße wurden jedoch ebenso wenig ausgeführt wie der Wiederaufbau des Konsistoriums.
1969/70 wurde der Platz umgestaltet. Unter anderem wurde der alte Pflasterbelag durch eine strahlenförmige Gliederung aus Basalt gegliedert.
1974 wurde im Mittelpunkt einer großen Pflastermulde der aus privater Initiative gestiftete, von Max Sauk geschaffene "Tisch-Brunnen" (Neustädter-Markt-Brunnen) installiert.
1985 wurden ein Baumring um den Brunnen sowie das Kirchenschiff hufeisenförmig ergänzende Lindenbäume gepflanzt.
Der "Wünschestein" von W. Behre wurde 1996 am westlichen Platzrand aufgestellt.
Aus Mitteln des "Stadtplatzprogrammes" wurde 2002 der Vorplatz westlich des Kirchturms vergrößert, während der Neustädter Markt östlich der Platzseite mit einem Rasenhochbeet versehen wurde sowie einer hufeisenförmigen Reihe aus Bänken. Zudem stattete man den Platz mit beweglichen Einzelstühlen aus.